# Raimund Germela

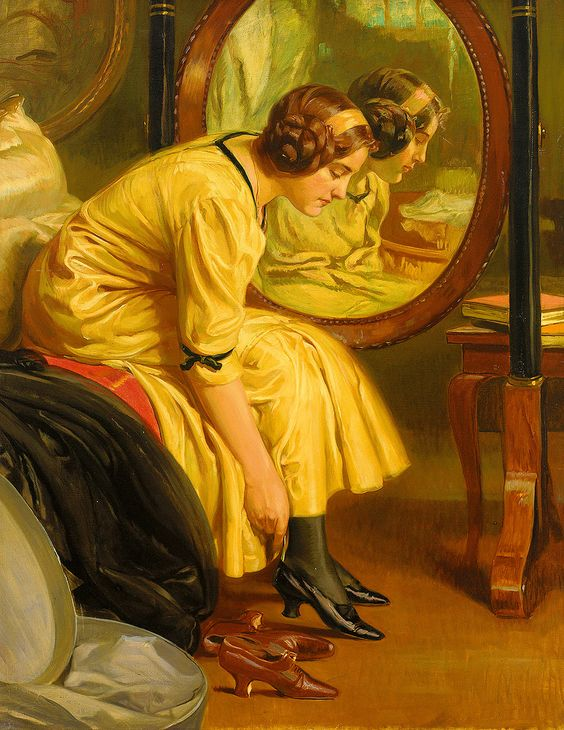
Raimund Germela: Interieur mit Schwenkspiegel

Raimund Germela (* 1. Juni 1868 in Vršac, Vojvodina; † 23. April 1945 in Wien)  war ein österreichischer Genremaler und Illustrator.

## Leben
Germela studierte von 1887 bis 1895 an der Akademie der Bildenden Künste Wien bei Leopold Carl Müller, Josef Mathias Trenkwald, Siegmund L’Allemand und Franz Rumpler. Nach dem Studium lebte er in Frankreich, England, Italien, Belgien, Holland und München. Seit 1898 wohnte er ständig in Wien. Er war von 1900 bis 1906 Mitglied des Hagenbundes sowie seit 1910 vom Wiener Künstlerhaus. 1907 nahm er im Rahmen einer Gruppenausstellung von Hagenbund und Künstlerbund Mánes an der Biennale di Venezia teil.
Germela schuf Ölbilder, Pastelle, Aquarelle und farbige Zeichnungen. Hauptsächlich betätigte er sich als Genremaler, der Szenen städtischen Lebens und Strandmotive realistisch einfing. Zudem malte er Damenporträts und Landschaften. Als Illustrator lieferte er u. a. Titelbilder für die Zeitschrift Jugend. Er gestaltete auch Werbeplakate und Ausstellungskataloge (u. a. 1902/1903 für den Hagenbund).

## Werke (Auswahl)
- Heilige Cäcilie, ausgestellt im Glaspalast München 1898, Rom-Preis
- Im Park, 1901
- Auf der Digue in Ostende, Schönbrunn, Vor dem Spiegel, Motiv aus Brügge, Béguinage in Gent, Ölbilder, ausgestellt Hagenbund 1905
- Cake-walk, Pelikane, Aus Laxenburg (Dianatempel), Ölbilder, ausgestellt Hagenbund 1906[3]